# 洮河小檗
洮河小檗（学名：Berberis haoi）为小檗科小檗属下的一个种。

## 扩展阅读
- 維基物種上的相關：洮河小檗